# Listă de adaptări după Colind de Crăciun

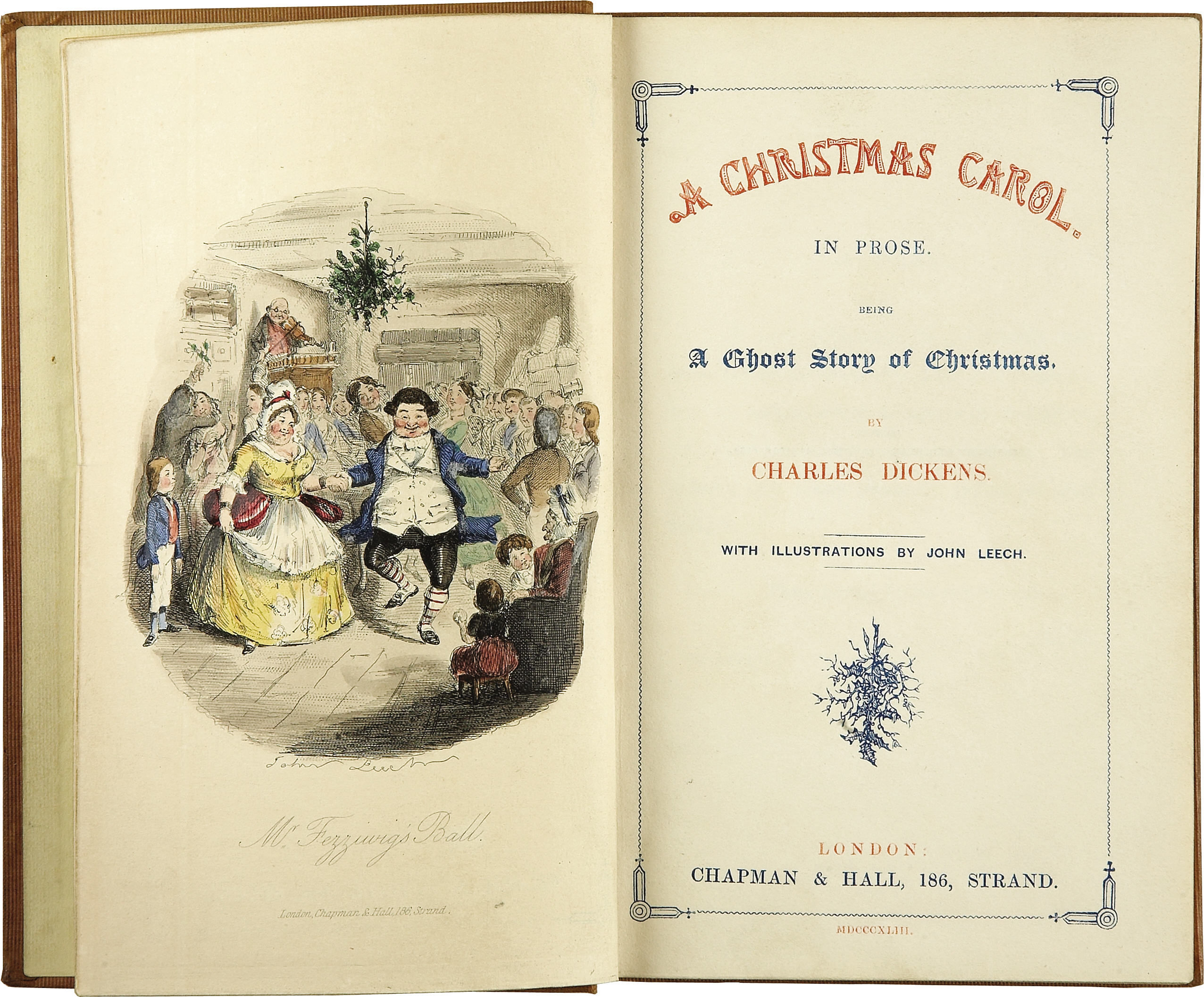
Prima ediţie a cărţii, 1843

Aceasta este o listă de adaptări după faimoasa nuvelă Colind de Crăciun a lui Charles Dickens.

## Adaptări

### Film

#### Cinematografie
- Scrooge, or, Marley's Ghost⁠(d) (1901), un scurt-metraj britanic, acest film fiind cea mai veche adaptare pentru ecran care s-a păstrat.
- A Christmas Carol (1908), cu Thomas Ricketts în rolul lui Scrooge.
- A Christmas Carol (1910) este un film mut de 10-minute cu Marc McDermott în rolul lui Scrooge și Charles Ogle în rolul lui Cratchit.
- Scrooge (1913), cu Sir Seymour Hicks și redenumit Old Scrooge pentru premiera în S.U.A. din 1926.
- The Right to Be Happy (1916), prima adaptare într-un film de lung-metraj, regizat de Rupert Julian, care interpretează și rolul lui Scrooge.
- A Christmas Carol (1923), produs in Marea Britanie cu Russell Thorndike, Nina Vanna, Jack Denton, și Forbes Dawson.
- Scrooge (1935), un film britanic, în care interpretează iar Seymour Hicks rolul Scrooge.[1]
- A Christmas Carol (1938), cu Reginald Owen în rolul lui Scrooge și Gene Lockhart și Kathleen Lockhart în rolul cuplului Cratchit.
- Scrooge (1951), cu Alastair Sim în rolul lui Scrooge și Mervyn Johns și Hermione Baddeley în rolul cuplului Cratchit. La momentul primei sale difuzări, acest film a fost considerat de mulți drept un clasic, cea mai bună adapatare a poveștii realizată până atunci.[2]
- It's Never Too Late (1953), adaptare italiană a romanului lui Dickens, cu Paolo Stoppa și Marcello Mastroianni.
- Scrooge (1970), adaptare musical film cu Albert Finney în rolul lui Scrooge și Alec Guinness în rolul Fantomei lui Marley.
- A Christmas Carol (1971), film scurt animat, câștigător al premiului Oscar, al lui Richard Williams, cu Alastair Sim reluând rolul lui Scrooge.
- Mickey's Christmas Carol (1983), film scurt animat cu diversele personaje Walt Disney (inclusiv personaje din Wind in the Willows, Robin Hood și The Three Little Pigs), cu Scrooge McDuck jucând, pe drept cuvânt, rolul lui Ebenezer Scrooge.
- Scrooged (1988), un remake într-un cadru contemporan cu Bill Murray în rolul un producător TV mizantrop, care este bântuit de fantomele Crăciunului. Regia: Richard Donner.
- The Muppet Christmas Carol (1992), cu diferite personaje din serialul The Muppet Show și Michael Caine în rolul lui Scrooge.
- A Christmas Carol (1994), o versiune animată produsă de Jetlag Productions, scenarist Jack Olesker.
- A Christmas Carol (1997), o producție animată, cu vocea lui Tim Curry în rolul lui Scrooge, alte voci fiind ale lui Whoopi Goldberg, Michael York și Ed Asner.
- Christmas Carol: The Movie (2001), versiune animată. produsă de Illuminated Films, Ltd/The Film Consortium/MBP; scenariu Robert Llewellyn și Piet Kroon; voci: Simon Callow, Kate Winslet și Nicolas Cage.
- Winnie the Pooh: Springtime with Roo (2004), o adaptare cu desene animate, în care Iepurașul de Paști trebuie să fie convins de povestitor că încă îi place Paștele, aducându-l în paginile trecute, prezente și viitoare din poveste.
- A Christmas Carol (2006), o adaptare (animație pe computer) cu animale antropomorfe în rolurile principale.
- Barbie in a Christmas Carol (2008), Barbie în rolul versiunii feminine a lui Ebenezer Scrooge.
- A Christmas Carol (2009), o animație 3D în regia Robert Zemeckis, cu Jim Carrey în rolul lui Ebenezer Scrooge și cele trei fantome, de la Walt Disney Pictures și ImageMovers Digital. Premiera: noiembrie 2009 în Disney Digital 3D.